# Пітерс Тауншип (округ Вашингтон, Пенсільванія)
Пітерс Тауншип (англ. Peters Township) — селище (англ. township) в США, в окрузі Вашингтон штату Пенсільванія. Населення — 22 946 осіб (2020).

## Демографія
Згідно з переписом 2010 року, у селищі мешкало 21 213 осіб у 7292 домогосподарствах у складі 6079 родин. Було 7559 помешкань
Расовий склад населення:
| - 96,2 % — білих - 2,0 % — азіатів - 0,5 % — чорних або афроамериканців - 0,1 % — корінних американців |

До двох чи більше рас належало 0,9 %. Частка іспаномовних становила 1,5 % від усіх жителів.
За віковим діапазоном населення розподілялося таким чином: 29,0 % — особи молодші 18 років, 57,6 % — особи у віці 18—64 років, 13,4 % — особи у віці 65 років та старші. Медіана віку мешканця становила 43,0 року. На 100 осіб жіночої статі у селищі припадало 96,8 чоловіків;  на 100 жінок у віці від 18 років та старших — 93,4 чоловіків також старших 18 років.
Середній дохід на одне домашнє господарство  становив 138 729 доларів США (медіана — 108 500), а середній дохід на одну сім'ю — 153 849 доларів (медіана — 120 310). Медіана доходів становила 94 813 долари для чоловіків та 51 689 доларів для жінок. За межею бідності перебувало 2,1 % осіб, у тому числі 2,8 % дітей у віці до 18 років та 1,8 % осіб у віці 65 років та старших.
Цивільне працевлаштоване населення становило 10 262 особи. Основні галузі зайнятості: освіта, охорона здоров'я та соціальна допомога — 22,1 %, науковці, спеціалісти, менеджери — 16,2 %, виробництво — 11,7 %, роздрібна торгівля — 10,7 %.